# فاضل إندرونلو
فاضل إنديرونلو (1757–1810) شاعر عثماني من أصل عربي. وهو مؤلف كتاب زين نامه ("كتاب النساء") وكتاب حبان نامه ("كتاب الشباب الجميلين")، وقد حُظر الأول في الدولة العثمانية. حقق شهرته من خلال أعماله ذات الطابع الإغرائي.

## الحياة
وُلِد فاضل في عكا لعائلة عربية. أمضى سنواته الأولى في صفد في فلسطين العثمانية. وقد أُعدم جده ظاهر العمر ووالده علي طاهر (في عامي 1775 و1776 على التوالي) لمشاركتهما في التمرد. بعد وفاة والده، انتقل فاضل إلى إسطنبول. هناك، قُبل في مدرسة قصر إندَرون [الإنجليزية]، ولكن طُرد في عام 1783 نتيجة لعلاقاته الغرامية، ربما اشتملَت على رجال.
في عام 1799 نُفي إلى رودس بسبب كتاباته الساخرة ولم يُسمح له بالعودة إلى إسطنبول إلا بعد أن أصبح أعمى. أمضى بقية حياته هناك، مريضًا وطريح الفراش. دُفن في مقبرة في أيوب.

## الأعمال

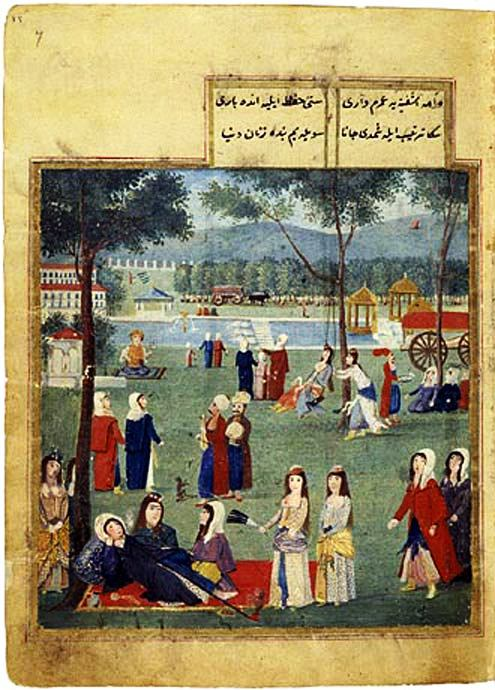
أول كتاب مُنع في عهد الدولة العثمانية هو كتاب النساء.

- ديوان
- كتاب الحب
- كتاب الشباب الجميلين
- زين نامه ، كتاب النساء
- كتاب الراقصين

## روابط خارجية
- اندرونلو فاضل – وزارة الثقافة والسياحة